# Vạng trứng
Vạng trứng (Endospermum chinense), còn có tên gọi khác là vạng, vạng còng, nội châu là một loài thực vật thân gỗ thuộc Họ Đại kích (Euphorbiaceae).

## Đặc điểm nhận biết
Cây gỗ lớn, có thể cao trên 30m. đường kính 90–100 cm. Thân thẳng tròn. Vỏ màu đất vàng có nhiều rạn dọc nhỏ. Cành non màu xanh phủ lông hình sao. Lá hình tim, dài 10–35 cm, có 3-5 gân gốc. Cuống dài 10–15 cm. Hoa đơn tính khác gốc. Quả hình cầu, đường kính 10-15mm phủ lông màu hung vàng.

## Đặc điểm sinh thái học
Cây mọc nhanh, rụng lá về mùa đông. Mùa hoa tháng 5-6. Quả chín tháng 11-12. Ưa sáng, phân bố phố biến trong rừng mưa mùa nhiệt đới và á nhiệt đới.

## Sử dụng
Lấy gỗ, bóng mát, cơ chế phát triển sạch (CDM).